# Geweizwam
De geweizwam (Xylaria hypoxylon) is een grillig gevormde zakjeszwam uit de familie Xylariaceae. Hij komt voor op dode takken, houtsnippers en stronken van loofbomen.

## Uiterlijk
De geweizwam is een kleine, knotsvormige of plat cilindrische zwam tot 7 cm hoog. Aan de bovenkant komen vaak vertakkingen voor, waardoor de gelijkenis met een gewei ontstaat. In hun jeugd zijn ze bedekt met een wit poeder. Dit zijn de sporen die in de ongeslachtelijke fase worden voortgebracht (conidiën). Later in gaan ze over tot de geslachtelijke fase. De kleur verandert dan naar zwart en de sporen zitten niet meer aan de buitenkant.
De donkerolijfbruine sporen zijn elliptisch-boonvormig, glad en hebben twee lichtere oliedruppeltjes en een kiemspleet. De sporenmaat is 11-15,5 × 4,5-6,5 µm.

## Verspreiding
De geweizwam komt zeer algemeen voor gedurende het hele jaar. De zwam is te vinden op dode takken en stronken, vrijwel uitsluitend van loofbomen. In Nederland is het een zeer algemene soort.

## Foto's

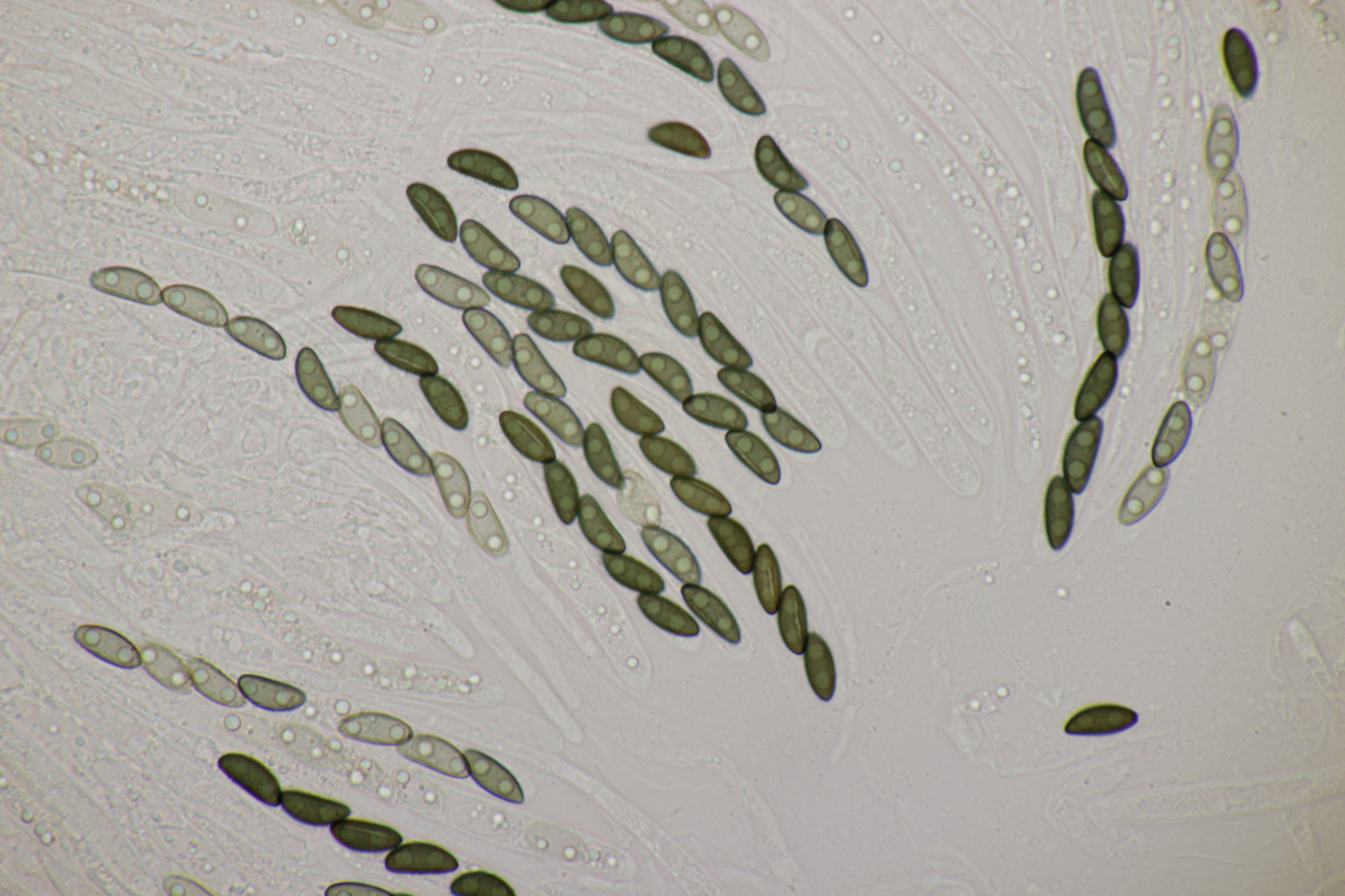
Sporen
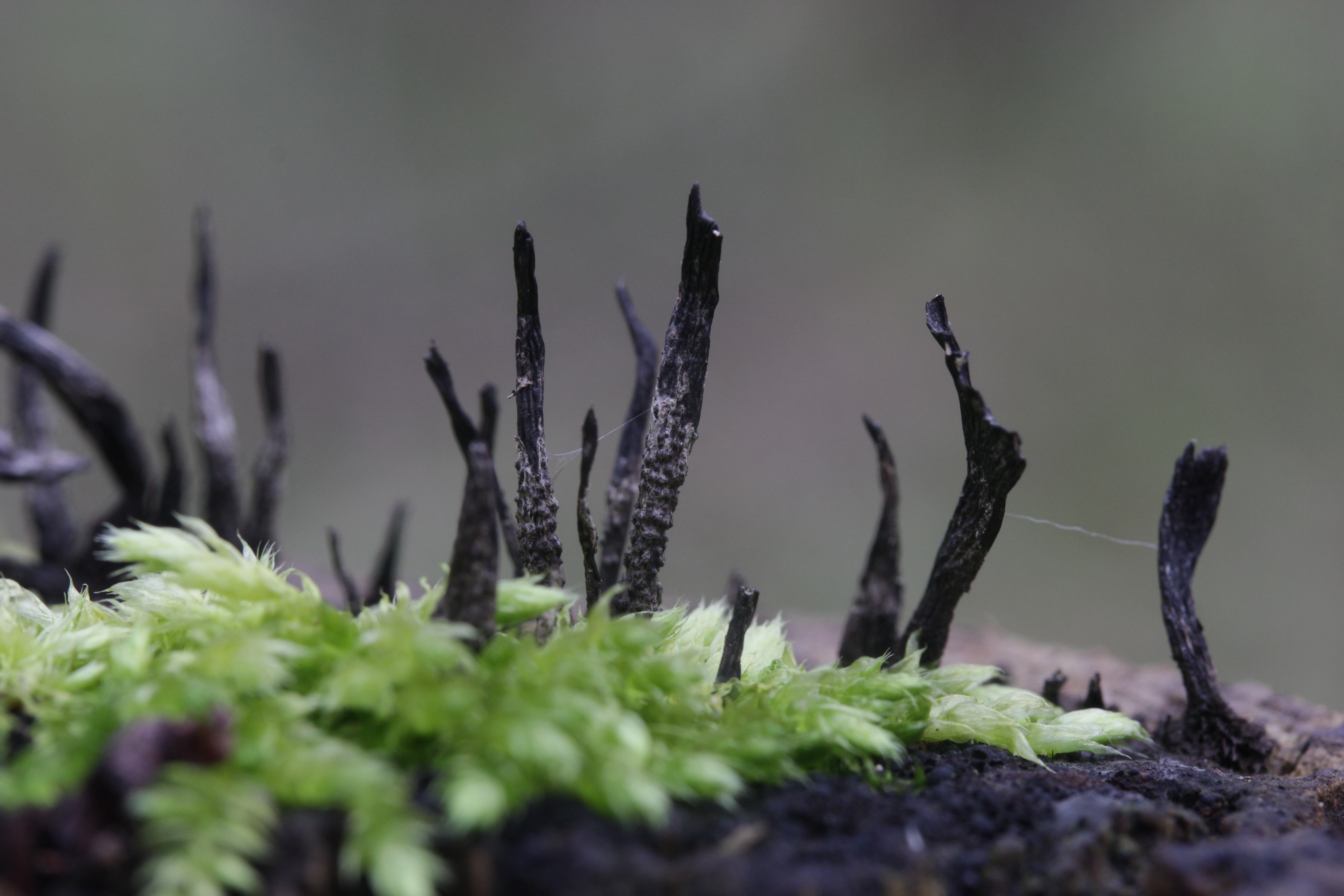
Zwarte exemplaren